# Marian Soutendijk-van Appeldoorn
Maria Hendrika Johanna (Marian) Soutendijk-van Appeldoorn (Utrecht, 4 september 1948) is rechter te Rotterdam en voormalig politicus namens het CDA.
Na het voorbereidend hoger en middelbaar onderwijs en de pedagogische academie werd Soutendijk-van Appeldoorn in eerste instantie docent. In 1979 deed ze staatsexamen vwo, en ging ze rechten studeren aan de Katholieke Hogeschool Tilburg (de huidige Universiteit van Tilburg), waar ze in 1984 afstudeerde. Na in 1986 een half jaar aan diezelfde universiteit gedoceerd te hebben, werd ze in de Tweede Kamer gekozen namens het CDA. Ze was toen al enige jaren actief binnen het CDA, onder andere als bestuurder bij het CDA Noord-Brabant en bij het CDA-Vrouwenberaad. Ze voerde in de Kamer het woord over justitie en emancipatie.
Na een uitstapje naar de lokale politiek in Nuenen als gemeenteraadslid en wethouder, werd ze rechter en voor korte tijd lid van de Eerste Kamer.
- Parlement.com: vg09llod4sxz